# 인텔 코어 2
인텔 코어 2 프로세서(Intel Core 2 Processor)는 인텔이 생산하는 8세대 x86/x64 아키텍처 마이크로프로세서이다. 코어 마이크로아키텍처라고 불리는 중앙 처리 장치 설계를 따랐으며, 이 설계는 2000년 이후 대부분의 인텔 프로세서에서 채택되었던 넷버스트 마이크로아키텍처의 후속이다. 코어 2는 1993년부터 사용해 온 인텔의 펜티엄 브랜드 이름의 종말을 나타내기도 하고, 2003년 인텔의 펜티엄 4에서 분리해 나온 펜티엄 M과 다시 통합하여 노트북과 데스크톱 생산 라인의 통합을 의미하기도 한다.
후에는 코어 i3 프로세서가 생산되었다.
인텔 코어2 프로세서는 공식적으로 2006년 7월 27일에 시장에 첫 출시되었다. 이것은 인텔 코어 프로세서를 대체하고, 인텔 코어와 비슷하게 브랜드를 듀오(듀얼 코어 제품), 익스트림(하이엔드 제품), 솔로(싱글 코어 제품), 쿼드 (쿼드 코어 제품)으로 나눈다. 기반이 되는 프로세서는 코드 네임 콘로(데스크톱 시스템 용), 메롬(휴대 시스템 용)이고 각각에 대한 확장 제품으로 켄츠필드(쿼드 코어 제품), 펜린(45nm 메롬)이 있다. 우드크레스트와 펜티엄 4나 펜티엄 D와 같은 넷버스트 기반의 프로세서와는 달리, 코어 2는 극도로 높은 클럭속도에 기반한 설계가 아니다. 그것보다는 캐시의 크기라든지, 코어의 수와 같은 다른 CPU의 특징을 향상시켰다. 그래서 코어 2는 이전 펜티엄에 비하여 전력 소모가 극도로 낮아졌다. 듀얼코어의 경우 열설계전력은 65W로 이전의 펜티엄 4 프레스캇 CPU의 경우 130W 에 비하여 전력 소모가 절반으로 매우 낮아졌다.
코어 2 프로세서의 초기 제품인 콘로와 메롬의 B2 스테핑에서 TLB 에러가 발견되기도 하였으나 바이오스를 통한 CPU의 마이크로코드 업데이트나 윈도우의 핫픽스를 통해 AMD의 페넘과 달리 큰 성능 하락없이 에러를 해결하였다.
인텔 코어 2 프로세서의 특징은 x86-64를 구현한 EM64T, 가상화 기술, NX 비트와 SSE4.1(45nm 프로세서)이다. 출시 당시 라그란데 기술, 향상된 스피드스텝 기술, 그리고 iAMT2도 소개되었다.

## 프로세서 코어

### 데스크톱

#### 콘로
첫 번째 인텔 코어 2 듀오 프로세서 코어는, 코드네임 콘로(Conroe)이며 이 이름은 텍사스에 있는 도시 이름이다. 2006년 7월 27일 처음 출시되었다. 이 프로세서는 65 나노미터 공정으로 만들어졌고, 데스크톱용으로 개발되어 펜티엄 4와 펜티엄 D를 대체했다. 인텔은 콘로가 펜티엄 D에 비하여 40% 더 빠르고 40% 더 낮은 전력을 소모한다고 주장했다. 모든 콘로 프로세서들은 4MB L2 캐시가 달려 있지만, E6300과 E6400은 절반의 캐시는 사용할 수 없으므로, 사용 가능한 캐시는 2MB이다. 하지만 L2 스테핑부터 콘로 E6300, E6400은 아예 처음부터 2MB의 L2 캐시로 제조된다.
로우 엔드 모델인 E6300 (1.86 GHz), E6400 (2.13 GHz)는 1066MHz FSB이고 2006년 7월 27일 출시되었다. 출시 당시 코어 2 듀오 E6300과 E6400의 가격은 1000개씩 구입하면 개당 각각 미화 $183, $224였다. 콘로 CPU는 오버클럭 잠재성이 뛰어나서 1.86 GHz 모델이 좋은 메인보드가 높은 FSB 속도를 지원하면, 3.0 GHz까지 오버클럭이 가능하다. 몇몇 보고에 따르면, 앨런데일 E6300이 오버클럭 되었을 때의 성능이, 하이 엔드 제품인 코어 2 익스트림을 오버클럭 하지 않았을 때보다 근소한 차로 앞서는 것으로 나타나기도 한다. 그러나 로우 엔드 칩들은 낮은 멀티플라이어 때문에 빠른 속도를 얻기 위하여 FSB를 많이 올려줘야 하는데, 이것은 몇몇 메인보드에서만 지원한다.
더 성능이 좋은 콘로 프로세서는 E6600과 E6700 코어 2 모델인데, 각각 2.4 GHz, 2.66 GHz의 클럭 속도로 동작한다. 이들 CPU는 1066MHz FSB, 4MB 공유 L2 캐시, 65 와트 TDP이다. 이 프로세서들은 출시 당시 AMD에서 판매하고 있던 가장 좋은 AMD Athlon™ 64 FX-62프로세서와 테스트하였는데, 익스트림이 아닌 일반 콘로가 더 빠른 성능을 보였다.. 오버클럭한 결과는 CPU 멀티플라이어를 고정했음에도 E6700과 E6600이 4GHz로 오버클럭되어 안정적인 모습을 보여주었다. 출시 당시 인텔 코어 2 프로세서 E6600과 E6700의 가격은 1000개를 구입할 경우 개당 미화 $316와 $530였다. 출시 당시 SSE4로 알려졌던 명령어는 SSSE3이었다. SSE4는 울프데일, 요크필드 프로세서부터 지원한다.
E6540, E6550, E6750, E6850은 1333MHz의 FSB이며, 동작 클럭은 각각 2.33, 2.33, 2.66, 3.0GHz이다. TXT(Trusted eXcuting Technology) 기능이 추가되었으며(E6540은 제외), FSB의 상승에 의한 성능 향상이 있다. (X6800이 2.93GHz의 동작 클럭을 가졌지만 콘로의 마지막 모델인 E6850은 3GHz의 동작클럭을 가진다. E6550은 기존의 E6600의 동작클럭 2.4GHz을 2.33GHz로 떨어뜨린 제품이다.)

#### 콘로 XE(듀얼코어)
코어 2 익스트림은 2006년 7월 27일 출시되었다. 그러나 어떤 소매상인들은 2006년 7월 13일부터 비싼 가격으로 유통하기도 했다. 콘로 XE라는 이름이 붙여졌으며 펜티엄 4 익스트림 에디션, 듀얼코어 펜티엄 익스트림 에디션 프로세서들을 대체한다. 코어 2 익스트림 X6800은 2.93GHz의 클럭속도와 1066MHz FSB를 가지고 있다. TDP는 75와트이다. CPU가 최고 성능을 내면서 동작해도 X6800는 섭씨 45도를 넘지 않으며 스피드스텝 기술로 인하여, CPU가 동작할 일이 없을 때에는 평균 25도의 온도를 나타낸다.
출시 당시 익스트림 X6800의 가격은 1000개를 구입할 때 개당 미화 $999였다. 데스크탑용 코어 2 듀오와 같이 4MB의 공유 L2 캐시가 있다. 결국 코어 2 듀오와 코어 2 익스트림은 클럭 속도에서만 큰 차이를 보인다. 보통 익스트림 에디션의 경우에 FSB가 증가한다든지, L2 캐시가 커지거나 L3 캐시가 추가되는 등의 차이가 있지만 코어 2 익스트림에는 이런 차이가 없고, 멀티플라이어 락이 풀려 있고, 오버클럭이 더 잘 되는 특징이 있다.
멀티미디어와 게임 성능을 테스트한 벤치마크에서 X6800은 당시 출시되었던 최고의 AMD 애슬론 FX 프로세서를 성능면에서 최대 40%까지 앞설 수 있었다. 인텔은 사용자가 멀티플라이어 수를 바꿀 수 있게 하여 오버클럭의 가능성이 높아졌다. 인텔 쿨러에 승압 없이 X6800은 3.6 GHz까지 오버클럭 되었고 좋은 공랭식 쿨러에, 승압을 하면 4.1GHz까지 오버클럭 되고 수냉식 쿨러를 사용하면 5.5 GHz까지 오버클럭 된다.

#### 콘로-L
코어 마이크로아키텍처를 적용한 비교적 저렴한 CPU인 콘로-L을 2007년 6월 5일(한국시간 기준)에 출시하였다. 이 CPU는 기존의 펜티엄4와 셀러론 D CPU와 함께 싱글 코어로 설계되었다. 새로운 콘로-L 프로세서는 코어 계통의 이름 대신, 기존의 셀러론 브랜드를 사용한 셀러론 4xx형식의 모델명을 가지게 되었다. 한화 기준 32,000원~41,000원대의 가격을 형성하고 있다. 35W의 낮은 TDP를 가지며 기존 펜티엄4 보다 훨씬 좋은 성능을 가지고 있다.

#### 앨런데일
앨런데일은 콘로 프로세서 중에서 L2 캐시 메모리가 2MB이고 FSB가 800MHz로 약화시킨 판의 코드네임이다. 앨런데일 모델 중에서 알려진 것은 E4300(1.8GHz), E4400(2.0Ghz), E4500(2.2Ghz), E4600(2.4Ghz), E4700(2.6Ghz)이다.
오랫동안 보급형 콘로 프로세서들은 "앨런데일"이라고 알려졌다. 사실 앨런데일은 다른 프로세서의 코드네임이다. E6300과 E6400이 앨런데일이라고 알려졌지만 이 프로세서들은 E6600과 E6700처럼 4 MB 캐시를 갖고 있기 때문에 앨런데일이 아니다. 절반의 캐시 메모리는 사용 불가능하게 되어 있을 뿐이다. 전통적으로 같은 제품군의 CPU들 중에 캐시가 적은 제품은 사용 불가능하게 되어 있는 이용할 수 없는 캐시가 있는데 이것은 불량품이 더 싼 값에 판매될 수 있도록 하기 위한 것이다. E6300과 E6400의 코드네임은 앨런데일이 아니라 콘로이며 인텔에서 확인한 바 있다.
테크리포트에서 인용:
아마도 자료에 2MB 코어 2 듀오 프로세서들이 "앨런데일"이라고 나와 있겠지만 인텔은 사실이 아니라고 한다. 이들 CPU들은 코드네임이 "콘로"이며, 이들도 물리적으로 똑같은 캐시 메모리가 칩에 들어 있고 절반이 사용 불가능하게 되어 있기 때문에 이치에 맞는다.
진짜 앨런데일 프로세서는 2007년 1월 3일 오후부터 용산소재 인텔 공식 대리점으로부터 물량이 풀리기 시작했다.

#### 울프데일

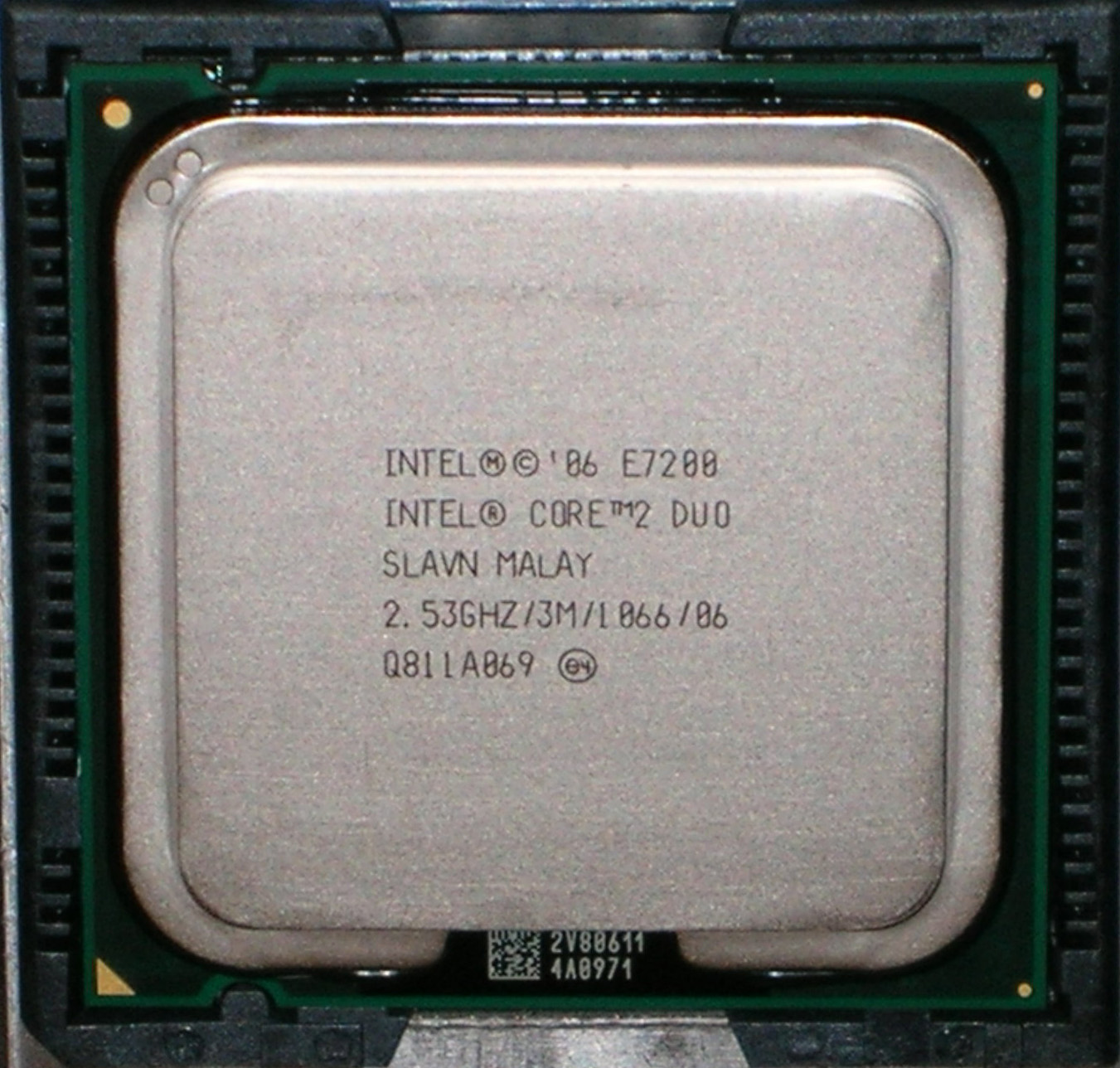
Core 2 Duo 울프데일 E7200

울프데일은 E5000, E6000 펜티엄 듀얼 코어 및 E7000, E8000 펜티엄 코어2듀오 데스크톱 프로세서 시리즈의 코드네임이다. 2008년 1월 20일 발매되었다. E7200 모델은 2.53 GHz 클럭 스피드에 3 MB L2 캐시를 갖고 있으며 FSB는 1066 MHz이다. 다른 모델들은 2.66 GHz, 2.8GHz, 3.0 GHz, 3.16 GHz, 3.33 GHz 등의 클럭 스피드에서 작동하며, 1333 MHz 6 MB 공유 L2 캐시를 갖고 있다. E5200 모델은 2.5 GHz 클럭 스피드에 2 MB L2 캐시를 갖고 있다. E5200 모델은 펜티엄 듀얼 코어 E2000 시리즈 칩을 계승한 것이다. 그중 E6500K 모델은 2.93Ghz 클럭 스피드에 2MB L2 캐시를 가진 배수제한 해제 모델이다.
인텔의 45nm프로세서들은 기존의 절연막방식인 실리콘 트랜지스터가 아닌, 신소재 하이-K 메탈게이트 트랜지스터를 절연막으로 사용한다. 메롬, 콘로의 후계자인 코드 네임 펜린은 45nm 제조공정으로 제조된다. 6MB의 L2 캐시를 가지며 콘로에서 지원하지 못했던 SSE4가 지원된다. 공정 개선이 가해져 동일 클럭의 콘로/켄츠필드에 비해 전력소비량이 낮아졌다.

#### 켄츠필드
켄츠필드는 인텔 코어 2 프로세서 중에 최초의 쿼드코어 프로세서 코드네임이다. 켄츠필드의 첫 번째 모델은 인텔 코어 2 익스트림 QX6700이다. 2.66GHz의 동작 클럭과 두 개의 4MB L2 캐시를 가져 총 8MB L2 캐시를 가지고 있고, 또한 65nm의 제조공정으로 제작되었으며, 1066MHz의 FSB를 가지고 있다. 2006년 11월에 발표되었으며 가격은 999 미국 달러이다.인텔 코어 2 익스트림 QX6700은 인텔 코어 2 익스트림 X6800과 같은 가격으로 발표되었다. 그러나 켄츠필드는 콘로 코어 두개를 MCM(multi-chip module)방식으로 합친 것으로 네이티브 쿼드코어라고 할 수 없다. 오히려 인텔의 예전 Pentium D와 흡사한 설계도를 가지고 있다. 한개의 다이위에 두개의 CPU를 얹은 꼴(MCM)로 발열, 소음, 전력이 도로 펜티엄 D수준으로 되돌아갔다. 2007년 1월 7일에 켄츠필드의 보급형인 Q6600이 발표되었다. 그리고 2007년에 QX6700에다 배수락을 건 Q6700을 출시하였다. 이어 FSB 1333MHz 기반의 코어 2 익스트림 QX6850 쿼드코어 CPU도 출시되었다. 사용자 사이에서 '켄츠할배'라는 별칭이 붙기로 유명한 CPU다.

### 모바일

#### 메롬
메롬은 코어 2의 첫 번째 모바일 버전으로 2006년 7월 27일 공식적으로 출시되었다. 메롬은 콘로와 비슷한 특징을 가지고 있지만, 노트북 배터리 수명을 향상시키기 위하여 저전력 소모를 강조한다. 인텔은 메롬이 요나 기반의 코어 듀오와 같은 배터리 수명으로 20% 더 좋은 성능을 낼 수 있다고 한다. 메롬은 64비트 확장인 EM64T를 지원하는 첫 모바일 프로세서이다.

#### 펜린
펜린은 코어2 데스크톱 울프데일과 요크필드를 통합해서 45nm 코어2시리즈를 말하는 것인데 모바일은 펜린이 코드명이 된다. 펜린은 45nm 제조공정으로 제조되며 센트리노2 플랫폼에 포함되는 CPU이다.

## 시스템 요구 사항

### 마더보드 능력
콘로, 콘로 XE와 앨런데일 모두는 소켓 LGA775 소켓을 사용한다. 그러나 모든 마더보드가 이 프로세서와 호환되는 것은 아니다. 지원하는 칩셋들은 다음과 같다.
- 인텔: 865PE, 945P/PL/G/GC, 955X, 975X, P/G/Q965, Q963, 946GZ/PL, P31/33/35, G31/33/35, G41/45, P43/45, X38, X48
- ATi 테크놀로지스(AMD-ATi): ATI Radeon Xpress 200, RD600, RS600
- 엔비디아: nForce 4 SLI 인텔 에디션, nForce 570/590 인텔 에디션, nForce i680, nForce i650
- 비아 테크놀로지스: PT880/PT880 Ultra, PT890, P4M800, P4M800 Pro, P4M890, P4M900
- SiS : SiS 662

비록 마더보드가 콘로를 지원하는 칩셋을 보유하고 있다고 해도 위에서 언급한 칩셋에 기반하고 있는 많은 마더보드들이 콘로를 지원하지 않는다. 이것은 콘로 기반의 프로세서들은 새로운 전압 조절 장치인 VRM 11이 필요하기 때문이다. 이것은 콘로가 펜티엄 4/D에 비하여 전력 소모가 낮기 때문이다. 칩셋과 VRM 11을 지원하는 마더보드들 중에서도 콘로의 FID와 VID를 인식하기 위하여 바이오스 업데이트를 해 주어야 하는 것들도 있다.
또한, 요크필드 프로세서를 사용하고자 하는 사용자는 최소한 2008년 1사분기 전까지는 자신의 메인보드가 요크필드에서의 소위 4장 메인보드 버그에 해당되는지 확인하여야 한다.

### DDR2 메모리 모듈
이전의 펜티엄 4와 펜티엄 D의 설계와 달리, 코어 2 기술은 동기화된 메모리와 FSB의 동작으로 많은 이점을 얻는다. 이것은 콘로 1066MHz FSB의 콘로 CPU들의 이상적인 메모리 스피드는 PC2-4200이라는 것이다. 몇몇 설정에서 PC2-5300이 성능을 오히려 떨어트릴 수 있다. PC2-6400으로 갈 때에 눈에 띄게 성능이 향상된다. 타이밍이 짧은 비싼 DDR2 메모리 모델들이 성능을 향상시키겠지만, 게임들과 응용 프로그램에서는 무시해도 좋을 정도이다.

### 명칭/약어
펜티엄 프로세서의 경우에 P1, P2, P3, P4, P4-M으로 줄여서 부른다. 코어 2 듀오가 출시된 이후로 C2라고 불리는 경우가 많고, 나중에 출시된 코어 2 쿼드와 코어 2 솔로 프로세서와 구분하기 위하여 C2D라고 부르기도 한다.

## 같이 보기
- 인텔 코어
- 인텔 마이크로프로세서 목록
- 코어 마이크로아키텍처
- 인텔 제온 마이크로프로세서 목록
- 인텔 코어 i3
- 인텔 코어 i5
- 인텔 코어 i7
- 네할렘 마이크로아키텍처

## 참고 문헌
1. ↑  A microcode reliability update is available that improves the reliability of systems that use Intel processors
2. ↑  (영어) Open Source Technology Group Collection of reviews with benchmarks 2006-07-17에 참고함.
3. ↑  (영어) Shimpi, Anand Lal, Intel's Core 2 Extreme & Core 2 Duo: The Empire Strikes Back 2006-07-28에 인용함.
4. ↑  (영어) Schmid, Patrick, Game Over? Core 2 Duo Knocks Out Athlon 64 보관됨 2006-08-28 - 웨이백 머신 2006-07-17에 인용됨.
5. ↑  (영어)“Intel Core 2: Is high speed memory worth its price?”. Madshrimps. 2006년 8월 1일에 확인함.